# Cis tauriensis
Cis tauriensis là một loài bọ cánh cứng trong họ Ciidae. Loài này được Królik miêu tả khoa học năm 2002.